# Cratere Flimnap
Flimnap è un cratere sulla superficie di Fobos.